# Między niebem a piekłem
Między niebem a piekłem – pierwsze oficjalne wydawnictwo wrocławskiego zespołu hip-hopowego Wice Wersa. Premiera odbyła się 11 września 2010 roku. Album złożony jest z dwóch płyt: Niebo i Piekło. Gościnnie pojawili się między innymi: Waldemar Kasta, Tede, Ras Luta, Numer Raz, Ten Typ Mes, Smagalaz i Natural Dread Killaz.

## Lista utworów
Opracowano na podstawie źródła.
CD 1
1. Introdukcja
2. Pies ogrodnika (gościnnie: Gracja, Paxon, Gpd)
3. Między niebem a piekłem
4. Jedna miłość (gościnnie: Ras Luta)
5. Życie nie jest usłane różami (gościnnie: Numer Raz, Grand Papa Dziad)
6. Zostawić ślad (gościnnie: Ten Typ Mes)
7. Warto (gościnnie: Jazzy)
8. Widok z okna (gościnnie: PT)
9. Bakacje (Skit)
10. Bakacje (gościnnie: Natural Dread Killaz)
11. Fanatyzm
12. Zły dzień (gościnnie: Jazzy)
13. Hiphopkryzja (gościnnie: Tede)
14. Rap się zmienia
15. Po co kaszlesz (gościnnie: Smagalaz)
16. Bądź prawdziwy
17. Zasady bardachy (Skit)
18. Coś się kończy coś zaczyna

CD 2
1. Rekonesans (gościnnie: Jazzy)
2. Piekielny melanż
3. Hey mama
4. To co daje mi oddychać (gościnnie: Dj Macu)
5. To my
6. Skończ (gościnnie: Kinglover)
7. Kraina spadających liści
8. Pogrzeb niesprawiedliwych (gościnnie: Gracja)
9. Braterstwo wilków
10. Po północy (Skit)
11. Po północy (Silniejsze Ode Mnie)
12. Płoną bębny (gościnnie: Waldemar Kasta, Tede, Dj Macu)
13. Skandal
14. Kochaj albo nienawidź (gościnnie: Jazzy)
15. Fetysz
16. Zasady walki
17. Miało być
18. Wszechobecny rap